# Wojciech Marczewski
Wojciech Szczęsny Marczewski (ur. 28 lutego 1944 w Łodzi) – polski reżyser i scenarzysta, nauczyciel akademicki, odznaczony Krzyżem Oficerskim Orderu Odrodzenia Polski.
Początkowo współpracował ze Studiem Małych Form Filmowych Se-Ma-For oraz Wytwórnią Filmową „Czołówka”, a następnie – w ramach Zespołu Filmowego „Tor” – nakręcił cenione przez krytyków filmy o dojrzewaniu w opresyjnych systemach: Zmory (1978) osadzone w czasach Kulturkampfu w zaborze pruskim oraz Dreszcze (1981, nagroda FIPRESCI na Międzynarodowym Festiwalu Filmowym w Berlinie). Kolejny film w jego dorobku, Ucieczka z kina „Wolność” (1990), otrzymał Złote Lwy Gdańskie na Festiwalu Polskich Filmów Fabularnych. Marczewski jest też autorem Weisera (2000) na podstawie powieści Pawła Huellego oraz wykładowcą w założonej w 2002 roku Mistrzowskiej Szkole Reżyserii Filmowej Andrzeja Wajdy. Laureat licznych honorowych wyróżnień, przyznanych między innymi przez Stowarzyszenie Filmowców Polskich oraz organizatorów Tarnowskiej Nagrody Filmowej. W 2024 roku uhonorowany Platynowymi Lwami za całokształt twórczości.

## Życiorys

### Młodość i wykształcenie
Wojciech Szczęsny Marczewski urodził się 28 lutego 1944 roku w Łodzi. W roku 1962 rozpoczął studia w Państwowej Wyższej Szkole Filmowej, Telewizyjnej i Teatralnej w Łodzi, na wydziale reżyserii. Po dwóch latach przerwał je i rozpoczął naukę na Uniwersytecie Łódzkim, studiując filozofię i historię. Znów nie wytrzymał jednak więcej niż trzy semestry nauki. Parał się pracą fizyczną przy rozwożeniu węgla i dopiero pod naciskiem rodziców wrócił do łódzkiej szkoły filmowej. Ukończył ją w 1969 roku, ale bez dyplomu nie mógł kręcić filmów kinowych. Ostatecznie otrzymał czwartą, najniższą kategorię reżyserską, co pozwalało mu realizować filmy telewizyjne . Swój okres nabywania wykształcenia wspominał bardzo negatywnie: „Miałem poczucie, że wszystkie szkoły są represyjne, wprowadzają podział na mądrego nauczyciela i głupiego ucznia” . Początkowo pracował w łódzkim Studiu Małych Form Filmowych Se-Ma-For, gdzie powstał jego krótkometrażowy film aktorski z elementami animacji, Lekcja anatomii (1968).

### Twórczość filmowa

#### Okres PRL-u
W Wytwórni Filmowej „Czołówka”, w której został ostatecznie zatrudniony, przyczynił się do powstania kilku filmów telewizyjnych. Pierwszy z nich, Podróżni jak inni (1969), dotyczył współpracy francuskiego ruchu oporu podczas II wojny światowej, który miał współpracować z polskim podziemiem. Podobny temat dotyczył serialu telewizyjnego Odejścia, powroty (1973), na podstawie przeżyć autentycznego uczestnika polskiego ruchu oporu w czasie okupacji hitlerowskiej.
Po epizodzie w „Czołówce” Marczewski dołączył do Zespołu Filmowego „Tor”, gdzie początkowo nakręcił dwa filmy telewizyjne. Wielkanoc (1974) również była osadzona w realiach II wojny światowej; tematem filmu były losy pary małżeńskiej na tyłach frontu w 1944 roku. Bielszy niż śnieg (1975) stanowił portret pisarza u schyłku życia, który stał się bezwolnym narzędziem w rękach izolującej go żony. Bielszy niż śnieg miał być inspirowany biografią Jerzego Szaniawskiego, faktycznie izolowanego przez małżonkę w Zegrzynku. Oba filmy reżyser uznawał za najgorsze w swojej karierze . Marczewski wyreżyserował też dwa spektakle Teatru Telewizji: Przecież ty nie żyjesz (1977) Morgan Elaine oraz Idola (1977) Ireneusza Iredyńskiego.
Następnie Marczewski rozpoczął prace nad swym pierwszym pełnometrażowym filmem fabularnym. Zmory (1978), adaptacja powieści Emila Zegadłowicza, powstały we współpracy z czeskim scenarzystą Pavlem Hajnym. Tematem Zmór jest czas dojrzewania i kształtowania charakterów młodych Polaków w opresyjnym systemie nauczania podczas Kulturkampfu w zaborze pruskim. Bohater filmu, Mikołaj Srebrny (podwójna rola Tomasza Hudźca i Piotra Łysaka), zachowuje obojętność wobec konfliktu między kadrą nauczycielską a kolegami ze szkoły, a nawet odreagowuje opresyjność nauczania poprzez masturbację, która prowadzi do poczucia winy i tytułowych nocnych koszmarów. Zmory okazały się wielkim sukcesem artystycznym. Film zdobył Srebrne Lwy Gdańskie na Festiwalu Polskich Filmów Fabularnych, Nagrodę im. Andrzeja Munka oraz nagrodę OCIC na Międzynarodowym Festiwalu Filmowym w San Sebastián. Tymczasem Episkopat Polski uznał Zmory za „antykościelny paszkwil” o treściach „na poły pornograficznych”, wydając zalecenie do wiernych katolickich, by nie oglądali filmu.
Po Zmorach Marczewski zdecydował się nakręcić film telewizyjny Klucznik (1979) na podstawie sztuki Wiesława Myśliwskiego. Klucznik miał już charakter bardziej polityczny; jego akcja toczy się w 1945 roku, podczas wojny domowej w Polsce (1944–1947), kiedy chłopi pracujący dla ziemianina (Tadeusz Łomnicki) odmawiają mu posłuszeństwa. W obliczu stopniowej utraty dworskiego majątku ziemianin kusi swojego wiernego klucznika (Wirgiliusz Gryń) perspektywą przejęcia dworu ocalałego z wydarzeń wojennych. W ostatniej scenie filmu klucznik zasiada na tronie swojego dawnego żywiciela. Marczewski w tym przypadku zmienił zakończenie sztuki Myśliwskiego, w którym klucznik w obawie o przyszłość zarzuca ziemianinowi oszustwo.
Jeszcze wyrazistszym manifestem politycznym Marczewskiego były Dreszcze (1981), nakręcone tym razem według autorskiego scenariusza. Bohaterem Dreszczy – tak jak w Zmorach – jest chłopiec (ponownie obsadzony przez Hudźca), który po aresztowaniu jego ojca przez Urząd Bezpieczeństwa w czasach stalinizmu zostaje wysłany na obóz szkoleniowy. Tam przeżywa nieodwzajemnioną erotyczną fascynację druhną-przewodniczką (Teresa Marczewska, żona reżysera). Projekt filmu był ryzykowny. Marczewski wspominał w jednym z wywiadów, że ówczesny kierownik artystyczny „Toru”, Krzysztof Zanussi, nazwał go „kamikaze” i nie wieścił żadnych szans na realizację projektu. Krótkotrwałe odprężenie polityczne w sierpniu 1980 roku umożliwiło jednak wszczęcie prac zdjęciowych: „nadeszły strajki gdańskie, a dwa miesiące później ministerstwo postawiło pieczątkę zatwierdzającą scenariusz”. Dreszcze zdążyły mieć premierę w listopadzie 1981 roku, lecz wskutek wprowadzenia w Polsce stanu wojennego zostały zdjęte z ekranów.

#### Po transformacji ustrojowej

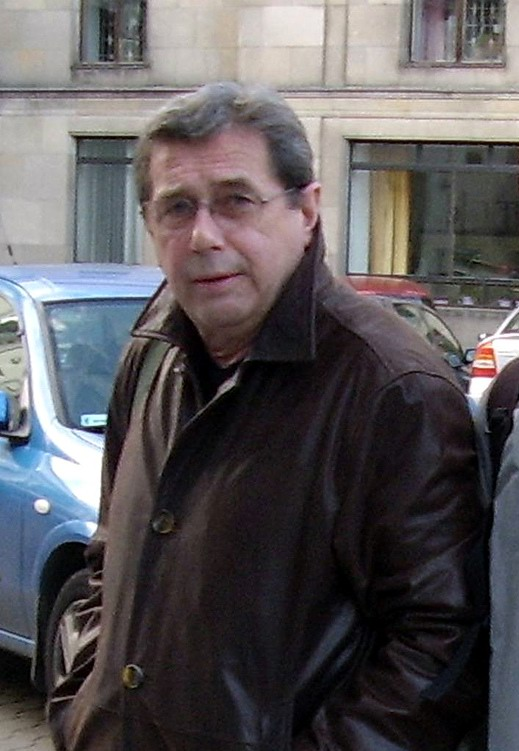
Janusz Gajos (na zdjęciu z 2007 roku) odtwarzał rolę cenzora w filmie Ucieczka z kina „Wolność” Marczewskiego

Dopiero w obliczu transformacji ustrojowej Marczewski mógł zrealizować projekt, który był najbardziej zuchwałą krytyką systemu komunistycznego w jego karierze. Ucieczka z kina „Wolność” (1990) czyniła głównym bohaterem wyrachowanego cenzora (Janusz Gajos), który usiłuje dociec, dlaczego postaci z propagandowego filmu historycznego na ekranie tytułowego kina buntują się przeciwko fałszowi scenariusza. Na użytek filmu, po długich pertraktacjach, Marczewski uzyskał zgodę Woody’ego Allena na wykorzystanie za darmo fragmentów filmu o podobnej tematyce, Purpurowej róży z Kairu (1983) . Ucieczka z kina „Wolność”, choć jej sam ton bynajmniej nie był triumfalny, odniosła kolejny sukces festiwalowy. Na Festiwalu Polskich Filmów Fabularnych film otrzymał pięć statuetek, w tym Złote Lwy dla najlepszego filmu i Złotą Kaczkę czasopisma „Film”. Był to na początku lat 90. XX wieku jedyny polski film polityczny, który cieszył się żywym zainteresowaniem widowni i krytyków.
Następny utwór w dorobku Marczewskiego, przygotowywany przez pięć lat Weiser (2000), był adaptacją powieści Weiser Dawidek, napisanej jeszcze w 1984 roku przez Pawła Huellego. Reżyser dokonał sporych zmian w scenariuszu, nadając historii tytułowego żydowskiego chłopca charakter własnych pokoleniowych wspomnień (akcja została przesunięta do roku 1968, Marczewski przeniósł też akcję filmu z Gdańska do rodzinnego Dolnego Śląska). Głównym bohaterem filmu i alter ego reżysera jest Paweł Heller (Marek Kondrat), ceniony dźwiękowiec, który po powrocie z Niemiec w latach 90. w Polsce zanurza się we własnych wspomnieniach z dzieciństwa i próbuje dociec, co stało się z Dawidkiem (Andrzej Basiukiewicz). Weiser został przyjęty bez entuzjazmu. Kontrowersje budziło wymazanie z filmu wszelkich odniesień do żydowskości tytułowej postaci, które były obecne w powieści. Tadeusz Lubelski, doceniając wyrafinowaną strukturę filmu, pisał mimo to: „Wojciech Marczewski wciąż jest niezastąpionym w naszym kinie przewodnikiem inicjacji. Jako portrecista swego pokolenia na razie mnie jednak nie przekonał” .
W trakcie prac nad Weiserem Marczewski zdołał jeszcze nakręcić film telewizyjny Czas zdrady (1997), adaptację dramatu scenicznego Witolda Zalewskiego Coś za coś o włoskim pisarzu Niccolò Machiavellim. Film otrzymał Nagrodę Specjalną Jury oraz nagrodę za montaż dla Milenii Fiedler na Festiwalu Polskich Filmów Fabularnych.

### Działalność okołofilmowa

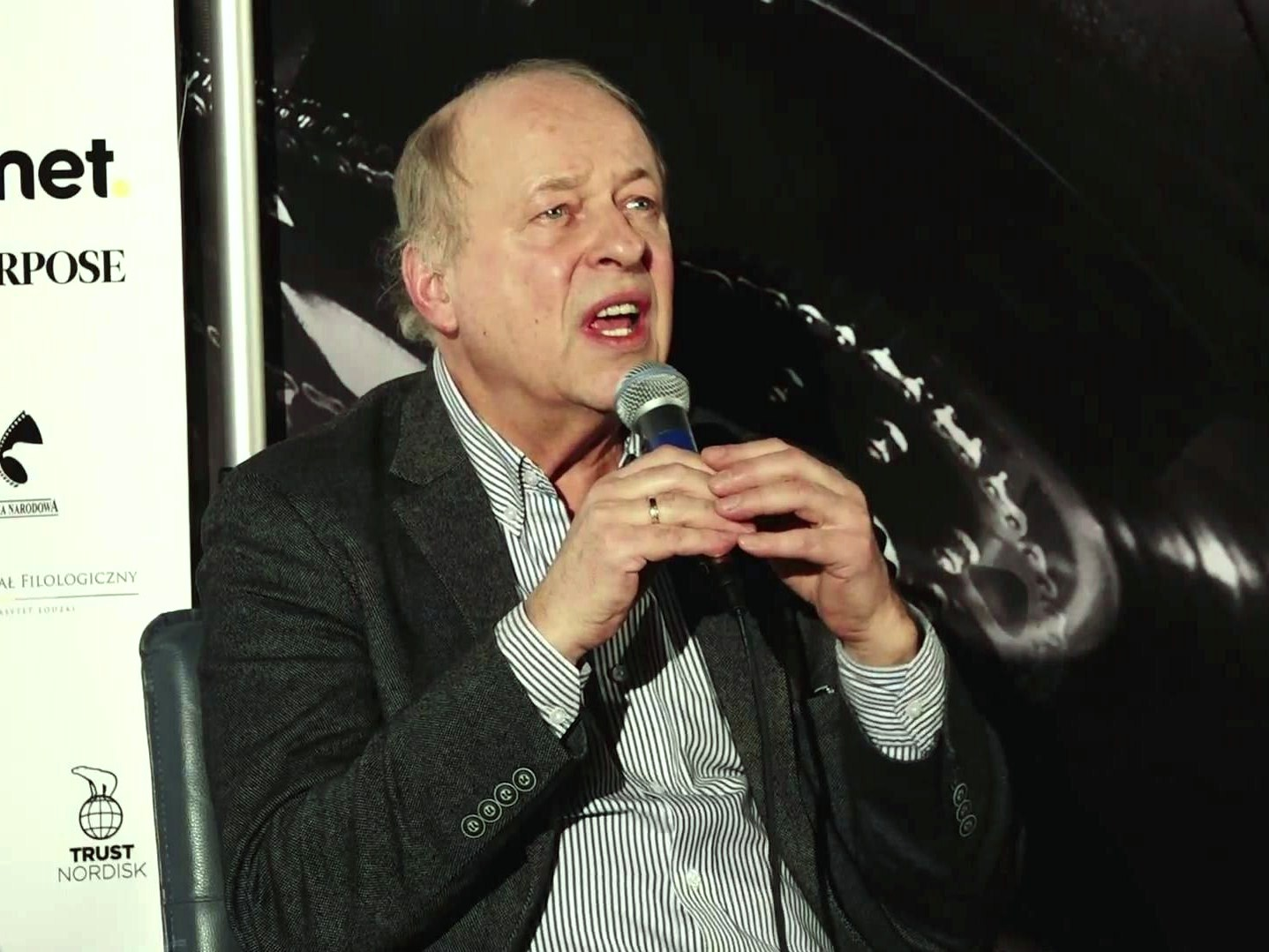
Wojciech Marczewski w 2015 roku

Był wiceprezesem Stowarzyszenia Filmowców Polskich w latach 1978–1983. W latach 1989–1991 Marczewski był członkiem Komitetu Kinematografii. Wyjechał do Wielkiej Brytanii w 1991 roku, w okresie 1992–1994 kierował Wydziałem Reżyserii Narodowej Szkoły Filmowej i Telewizyjnej w Wielkiej Brytanii (The National Film and Television School). W roku 1998 został wykładowcą na Wydziale Reżyserii PWSFTviT w Łodzi. Jest współzałożycielem i jednym z głównych wykładowców Mistrzowskiej Szkoły Reżyserii Filmowej Andrzeja Wajdy, która swoją działalność rozpoczęła w 2002 roku. W ramach Szkoły Wajdy Marczewski sprawował opiekę pedagogiczną między innymi nad etiudami Agnieszki Smoczyńskiej, był także konsultantem jej debiutu fabularnego Córki dancingu (2015) .
W październiku 2011 roku został powołany do Rady Polskiego Instytutu Sztuki Filmowej. W tym samym roku ogłosił założenie artystycznego studia produkcyjnego pod nazwą Studio Wajdy, wzorowanego na dawnych zespołach filmowych . W 2017 roku został szefem Rady Programowej 42. Festiwalu Polskich Filmów Fabularnych, proponując likwidację stanowiska dyrektora artystycznego festiwalu (obejmowanego przedtem przez Michała Oleszczyka) na rzecz zwiększenia kompetencji Rady . Propozycja została jednogłośnie przyjęta przez Radę . W 2020 roku ustąpił ze stanowiska szefa Rady Programowej FPFF.

### Poglądy
Jeszcze w młodości Marczewski był wychowany w kulturze katolickiej, jednak dowiedziawszy się w wieku 17 lat o zbrodniach hitlerowskich popełnionych na Żydach w rodzinnej Łodzi, zaczął wątpić w sens swej wiary, opartej według niego na antysemityzmie . W wywiadzie-rzece z Damianem Jankowskim z 2022 roku deklarował się jako agnostyk, negując istnienie życia pośmiertnego, ale również unikając czysto racjonalistycznego patrzenia na świat: „dociekanie, co oznaczają życie, świat, Bóg, wiara, goni za mną od dzieciństwa i będzie mi towarzyszyło do samego końca” .
Jako swoje ulubione filmy Marczewski wskazywał Rozmowę i Ojca chrzestnego Francisa Forda Coppoli, Zawód: Reporter Michelangela Antonioniego, Mechaniczną pomarańczę i Lśnienie Stanleya Kubricka, Fortepian Jane Campion, Manhattan Woody’ego Allena; cenił sobie również Zimną wojnę Pawła Pawlikowskiego. Orędował za autonomią środowisk twórczych, z oburzeniem przyjmując decyzję o wycofaniu w 2019 roku przez Komitet Organizacyjny Festiwalu Polskich Filmów Fabularnych kandydatury czterech filmów wybranych przez festiwalowy Komitet Selekcyjny, w tym filmu Mowa ptaków Xawerego Żuławskiego .

### Życie prywatne
Wojciech Marczewski jest mężem aktorki Teresy Marczewskiej z domu Kamińskiej, ojcem aktora Macieja Marczewskiego i reżysera Filipa Marczewskiego.

## Styl filmowy
Przytaczany przez księdza Andrzeja Lutra filmoznawca Andrzej Szpulak nazywał Marczewskiego „[Andrzejem] Wajdą swego pokolenia” ze względu na jego wizualne zdolności kreacyjne oraz zaangażowanie w bieżącą politykę. Tadeusz Lubelski w swym studium twórczości Marczewskiego jednak argumentował, że kino reżysera konsekwentnie unikało powiązań z jakąkolwiek polską formacją artystyczną. Zdaniem Lubelskiego reżyser „nie należał ani do »rejestracyjno-publicystycznego«, ani »kreacyjnego« skrzydła moralnego niepokoju. Od początku był osobny”. Lubelski argumentował także, iż wyróżnikiem dzieła Marczewskiego są opowieści o dziecięcej inicjacji polegającej na przejściu w dorosłość (Zmory, Klucznik, Weiser), co dla reżysera staje się momentem wypowiedzi autobiograficznej. Najbardziej optymistycznym wariantem tejże inicjacji jest końcówka Zmór, w których bohater dojrzewa emocjonalnie i jest gotów do dorosłego życia; w Dreszczach przeciwnie – pobyt w obozie szkoleniowym wyniszcza samodzielność protagonisty, zarażonego stalinizmem; nawilżony obraz „płaczącego Marksa” w końcówce filmu dowodzi, że protagonista Dreszczy na zawsze stanie się propagandystą. Na koniec w Weiserze główny bohater powraca do krainy dzieciństwa, bezskutecznie próbując rozwikłać zagadkę zniknięcia Dawidka.
Luter pisał, że w filmach Marczewskiego ważną rolę odgrywa motyw zdrady. Bohaterowie Zmór, Dreszczy i Weisera są poddawani indoktrynacji przez opresyjny aparat – nauczycieli (Zmory), komunistów (Dreszcze), wreszcie księdza katolickiego (Weiser), by ostatecznie przekonać się o fałszu idei, jakich ich uczono. Luter podsumowywał, że „zdrada to stały motyw w filmach Marczewskiego, reżyser czuje bowiem, że jest to największe zagrożenie dla ludzkiej egzystencji, niszczące bezpowrotnie relacje międzyludzkie”. Katarzyna Jabłońska dopowiadała, że reżyser Klucznika „w mistrzowski sposób obnaża naturę zdrady, zniewolenia i władzy. Wiele wskazuje na to, że władza, a nawet już sama jej możliwość, ma w sobie coś deprawującego”.
W Ucieczce z kina „Wolność” odnajdywano z kolei dzieło postmodernistyczne (Miłosz Stelmach) lub późnomodernistyczne (Marcin Adamczak), w którym reżyser posługiwał się świadomymi cytatami z kultury elitarnej (Requiem Wolfganga Amadeusa Mozarta, Mistrz i Małgorzata Michaiła Bułhakowa) oraz popularnej (Purpurowa róża z Kairu). Akcentowano też autotematyzm Ucieczki jako filmu podejmującego temat relacji zmysłowej między odbiorcą a dziełem kinowym (Łucja Demby). Jako podsumowanie swojego filmowego credo Marczewski wskazywał, żeby młodzi twórcy przed zrobieniem filmu dobrze zrozumieli swoich bohaterów oraz opowiadaną przez siebie historię: „Przestrzegam studentów, że nie wolno im robić filmów o Eskimosach, jeżeli nie przebywali wśród nich i nie wiedzą, co tym ludziom się śni: śnieg po horyzont czy palmy na plaży? Dopóki tego nie rozumieją, napiszą tylko zewnętrzną powłokę opowieści”.

## Filmografia
| Rok  | Film                      | Reżyser | Scenarzysta | Producent | Uwagi                                              |
| ---- | ------------------------- | ------- | ----------- | --------- | -------------------------------------------------- |
| 1968 | Lekcja anatomii           | T       | T           |           | film animowany                                     |
| 1969 | Podróżni jak inni         | T       |             |           | film telewizyjny                                   |
| 1972 | Odejścia, powroty         | T       | T           |           | film telewizyjny                                   |
| 1974 | Wielkanoc                 | T       | T           |           | film telewizyjny                                   |
| 1975 | Bielszy niż śnieg         | T       |             |           | film telewizyjny                                   |
| 1978 | Zmory                     | T       |             |           | film fabularny                                     |
| 1979 | Klucznik                  | T       | T           |           | film fabularny                                     |
| 1981 | Dreszcze                  | T       | T           |           | film fabularny                                     |
| 1990 | Ucieczka z kina „Wolność” | T       | T           |           | film fabularny                                     |
| 1997 | Czas zdrady               | T       | T           |           | film telewizyjny                                   |
| 2000 | Weiser                    | T       | T           |           | film fabularny                                     |
| 2015 | Performer                 |         |             | T         | reż. Maciej Sobieszczański, Łukasz Ronduda         |
| 2018 | Symfonia fabryki Ursus    |         |             | T         | reż. Jaśmina Wójcik                                |
| 2019 | Szklane negatywy          |         |             | T         | reż. Jan Borowiec                                  |
| 2019 | Kometa                    |         |             | T         | etiuda szkolna, reż. Adam Buka                     |
| 2019 | Okno z widokiem na ścianę |         |             | T         | jako producent wykonawczy; reż. Kobas Laksa        |
| 2020 | Raisa                     |         |             | T         | jako producent wykonawczy; reż. Dorota Migas-Mazur |
| 2020 | Między nami               |         |             | T         | jako producent wykonawczy; reż. Dorota Proba       |
| 2021 | Bukolika                  |         |             | T         | reż. Karol Pałka                                   |

## Nagrody
| Rok  | Film                      | Festiwal/instytucja                                            | Nagroda                                                                            |
| ---- | ------------------------- | -------------------------------------------------------------- | ---------------------------------------------------------------------------------- |
| 1979 | Zmory                     | Festiwal Polskich Filmów Fabularnych                           | Srebrne Lwy Gdańskie                                                               |
| 1979 | Zmory                     | Państwowa Wyższa Szkoła Filmowa, Telewizyjna i Teatralna       | Nagroda im. Andrzeja Munka                                                         |
| 1979 | Zmory                     | Międzynarodowy Festiwal Filmowy w San Sebastián                | nagroda OCIC                                                                       |
| 1980 | Zmory                     | Czasopismo „Film”                                              | Złota Kamera za debiut reżyserski w filmie fabularnym                              |
| 1980 | Klucznik                  | Festiwal Polskiej Twórczości Telewizyjnej                      | Panoramy Północy                                                                   |
| 1980 | Klucznik                  | Festiwal Polskiej Twórczości Telewizyjnej                      | Grand Prix za reżyserię filmu                                                      |
| 1981 | Dreszcze                  | Festiwal Polskich Filmów Fabularnych                           | Srebrne Lwy Gdańskie                                                               |
| 1982 | Dreszcze                  | Międzynarodowy Festiwal Filmowy w Berlinie                     | Srebrny Niedźwiedź                                                                 |
| 1982 | Dreszcze                  | Międzynarodowy Festiwal Filmowy w Berlinie                     | nagroda OCIC                                                                       |
| 1982 | Dreszcze                  | Międzynarodowy Festiwal Filmowy w Berlinie                     | Nagroda Międzynarodowego Zrzeszenia Klubów Filmowych                               |
| 1982 | Dreszcze                  | Międzynarodowy Festiwal Filmowy w Berlinie                     | Nagroda FIPRESCI                                                                   |
| 1983 | Dreszcze                  | Polska Federacja Dyskusyjnych Klubów Filmowych                 | Don Kichot                                                                         |
| 1990 | Ucieczka z kina „Wolność” | Festiwal Polskich Filmów Fabularnych                           | Złote Lwy Gdańskie                                                                 |
| 1990 | Ucieczka z kina „Wolność” | Festiwal Polskich Filmów Fabularnych                           | Nagroda Prezesa Komitetu do Spraw Radia i Telewizji                                |
| 1990 | Ucieczka z kina „Wolność” | Festiwal Polskich Filmów Fabularnych                           | Nagroda Dziennikarzy                                                               |
| 1991 | Ucieczka z kina „Wolność” | Komitet Kinematografii                                         | Nagroda Szefa Kinematografii za twórczość filmową w dziedzinie filmu fabularnego   |
| 1991 | Ucieczka z kina „Wolność” | Koło Piśmiennictwa Filmowego Stowarzyszenia Filmowców Polskich | Złota Taśma                                                                        |
| 1991 | Ucieczka z kina „Wolność” | Czasopismo „Film”                                              | Złota Kaczka za najlepszy film polski                                              |
| 1992 | Ucieczka z kina „Wolność” | Międzynarodowy Festiwal Filmów Artystycznych w Avoriaz         | Grand Prix                                                                         |
| 1994 | Ucieczka z kina „Wolność” | Międzynarodowy Festiwal Filmów Artystycznych w Burgos          | Nagroda dla najlepszego filmu                                                      |
| 1997 | Czas zdrady               | Festiwal Polskich Filmów Fabularnych                           | Nagroda Specjalna Jury                                                             |
| 2001 | Weiser                    | Festiwal Polskich Filmów Fabularnych                           | Nagroda Stowarzyszenia Filmowców Polskich za twórcze przedstawienie współczesności |
| 2001 | Weiser                    | Lubuskie Lato Filmowe                                          | Brązowe Grono                                                                      |

## Nagrody honorowe, odznaczenia
- Nagroda Ministra Kultury i Sztuki II stopnia (1981)[27]
- Doroczna Nagroda Ministra Kultury w dziedzinie filmu (2002)[27]
- Złoty Dinozaur na XIII Międzynarodowym Festiwalu Filmowym „Etiuda & Anima” w Krakowie (2006)[27]
- Wielki FeFe na XV Festiwalu FeFe Felliniada w Warszawie (2008)[27]
- Korona Sandomierska dla Reżysera NieZwykłego na Festiwalu Filmów-Spotkań NieZwykłych w Sandomierzu (2009)[27]
- Krzyż Oficerski Orderu Odrodzenia Polski (2011)[52]
- Złoty Glan na 20. Forum Kina Europejskiego „ORLEN-Cinergia” w Łodzi (2015)[27]
- Nagroda Prezydenta Miasta Gdańska „Neptun” (2015)[53]
- Nagroda Stowarzyszenia Filmowców Polskich za wybitne osiągnięcia artystyczne (2016)[27]
- Galion Gdyński za całokształt twórczości (2018)[27]
- Gwiazda reżysera w Alei Gwiazd (2019)[27]
- Nagroda za całokształt i wkład w polską kinematografię na 35. Tarnowskiej Nagrodzie Filmowej (2021)[27]
- Złoty Medal „Zasłużony Kulturze Gloria Artis” (2024)[54]
- Platynowe Lwy za całokształt twórczości (2024)[55]
- Nagroda imienia Stefanii Światłowskiej „za piękne dzieło – uświadamiania «jak uratować samego siebie z zamętu», nad czym zastanawiają się zarówno bohaterowie jego filmów, jak i jego studenci ze Szkoły Wajdy” (2025)[56].